# 浏阳市田家炳实验中学
瀏陽市田家炳實驗中學是一所位於中华人民共和国湖南省长沙市瀏陽市关口街道的公立全日制高級中學。亦是湖南省示範性普通高級中學。

## 历史沿革
田家炳實驗中學为香港商人田家炳捐资兴办，1997年，在浏阳市人民政府的投资及田家炳的捐资下，田家炳实验中学在关口街道罗陂坝建立，1998年，学校投入使用。